# Chile comapeño
El chile comapeño es una variedad de chile (Capsicum annuum) originario de Comapa, en la región montañosa del estado de Veracruz, México. Se consume tanto fresco como seco. Es una de las muchas variedades vestigiales de chile mexicano que están en peligro de desaparecer, ya que su producción no supera las 2 t, y decrece cada año. Aunque no está muy extendido, se puede encontrar en tianguis y mercados de Córdoba, Orizaba, Huatusco y Tierra Blanca. En esta zona, se suele preparar la salsa macha con este chile.

## Características
Es un chile de pequeño tamaño, alrededor de 1 cm, y forma cónica. Tiene un color rojo anaranjado intenso. En su interior, contiene una gran cantidad de semillas. Esto y su tamaño son indicadores de su alta pungencia, que oscila alrededor de los 50,000-100,000 SHU, es decir, es muy picante (como el chile piquín o el chiltepín, variedades que también son enanas). Posee un sabor terroso y nogado (es decir, a nuez).
Se cultiva de manera local, entre las selvas nubosas y cafetales de la montaña veracruzana. Quienes lo consumen dicen que posee un cierto sabor a café, y lo atribuyen a su proximidad con los abundantes cafetos que se dan en la zona. Crece de manera asilvestrada, aunque también se cultiva para la venta o el autoconsumo. Tradicionalmente se secan al sol.
Debido a su escasez y al cambio climático, su precio en el mercado ronda los $ 500 MXN⁄k (2018), lo que lo convierte en una de las variedades de chile más caras del mercado.

## Uso culinario
El chile comapeño se usa localmente para elaborar salsas picantes como la salsa macha. Las salsas hechas con chile comapeño pueden servirse, por ejemplo, como acompañamiento para un desayuno de huevos con frijoles de olla y tortillas. También es útil para el chileatole verde de pollo o con elotes, así como para el tlatonil.